# Lasiurus borealis
Lasiurus borealis је врста слепог миша из породице вечерњака (лат. Vespertilionidae).

## Распрострањење
Ареал врсте је ограничен на мањи број држава. Врста има станиште у Бермудским острвима, Канади, Мексику и Сједињеним Америчким Државама.

## Угроженост
Ова врста није угрожена, и наведена је као последња брига јер има широко распрострањење.